# Pierre Stutz

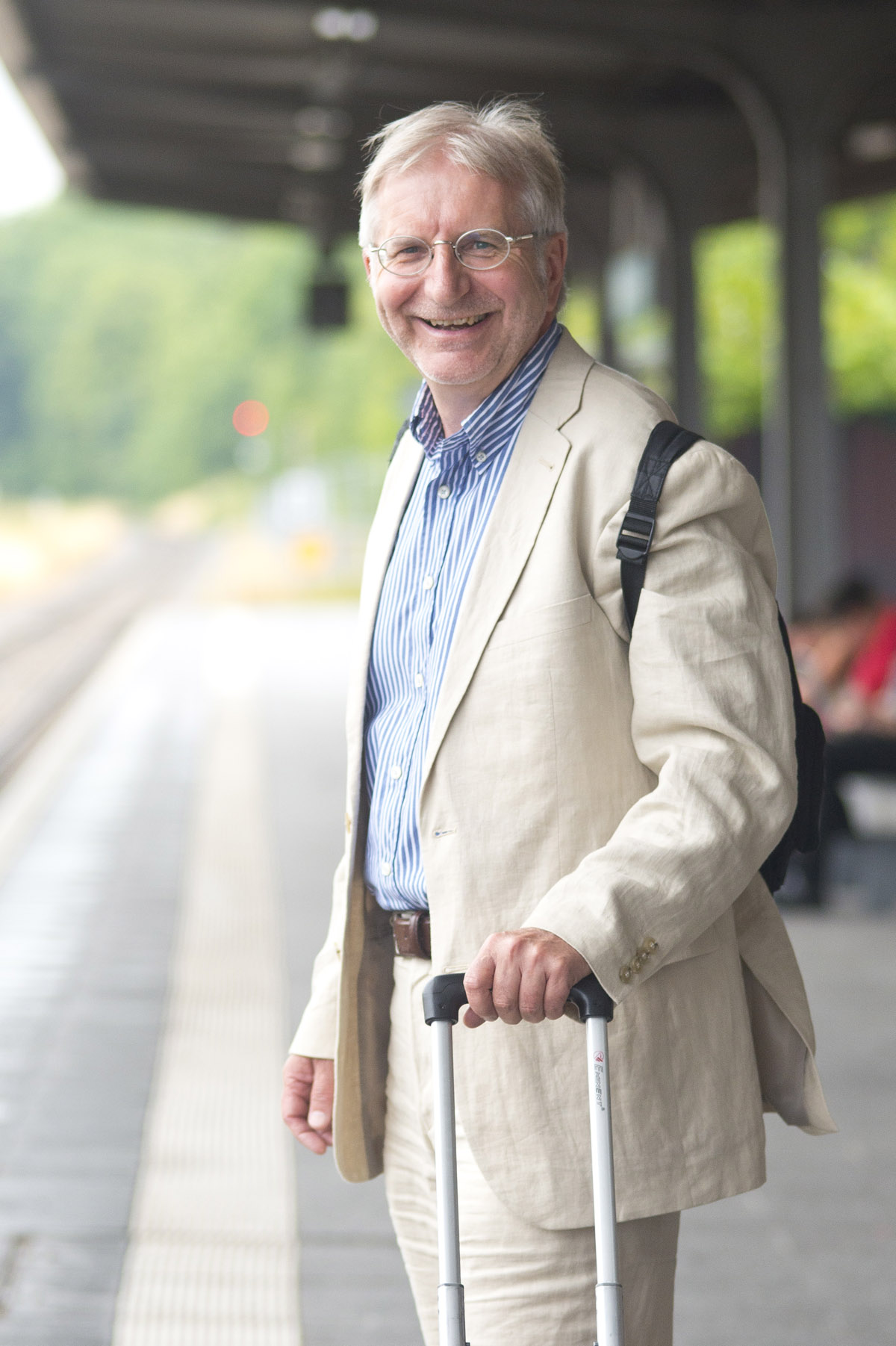
Stutz, 2014

Pierre Stutz (Hägglingen, Argovia, 7 de noviembre de 1953) es un teólogo y escritor suizo. 

## Biografía
Como cuarto y menor hijo, asistió a La Salle de Neuchâtel tras terminar el colegio (1968-1969), luego a la escuela secundaria y en 1974 se unió como novicio a la orden masculina católica de los Hermanos de las Escuelas Cristianas, que abandonó en 1978 para estudiar teología en Lucerna y en 1985 fue ordenado sacerdote de la diócesis de Basilea. 
De 1985 a 1988, Stutz trabajó en pastoral juvenil en Fricktal, Zúrich y Lucerna.
Una crisis personal le llevó de nuevo a Neuchâtel en 1992, a la Abbaye de Fontaine-André, donde junto a otros fundó un “monasterio abierto”. En 2002, Stutz renunció al sacerdocio. 
Desde 2003 trabaja con su socio Harald Weß. Están casados y viven en Osnabrück.

## Obra
- Gott sucht nicht immerzu Himmlisches in dir. Briefe an bekannte Mystiker, 2009
- Alltagsrituale. Wege zur inneren Quelle, 2011
- Deine Küsse verzaubern mich. Liebe und Leidenschaft als spirituelle Quellen, 2012
- Ein Stück Himmel im Alltag. Sieben Schritte zu mehr Lebendigkeit, 2013
- Atempausen für die Seele, 2013
- Verwundet bin ich und aufgehoben. Für eine Spiritualität der Unvollkommenheit. 2014
- In der Weite des Himmels. Ein meditativer Gang durch die Bibel, 2014
- Geh hinein in deine Kraft. 50 Film-Momente fürs Leben, 2015
- Vom Leben berührt. Achtsame Impulse für jeden Tag, 2016
- Die spirituelle Weisheit der Bäume. Eine Entdeckungsreise, 2017
- Lass dich nicht im Stich. Die spirituelle Botschaft von Ärger, Zorn und Wut,2017
- Geborgen und frei. Mystik als Lebensstil, 2018
- 50 Rituale für die Seele, 2018
- Menschlichkeit JETZT!, 2021
- Engel des Trostes wünsche ich dir. Kraft in Zeiten der Trauer, 2022
- Suchend bleibe ich ein Leben lang. 150 Meditationen, 2022
- Wie ich der wurde, den ich mag, 2023